# Хрулёво (Ивановская область)
Хрулёво — деревня в Палехском районе Ивановской области. Входит в Раменское сельское поселение.

## География
Находится на юге Палехского района, в 4 км к югу от Палеха (4,5 км по автодорогам).

## История
В 2005—2009 деревня относилась к Тименскому сельскому поселению.

## Население
| 1859 | 1905 | 2010 |
| ---- | ---- | ---- |
| 85   | ↘72  | ↘16  |